# العطاوية
العطاوية وكانت تسمى بالعطاوية الشعيبية نسبة إلى ساقية قديمة تدعى الشعيبية، وهي مدينة تنتمي إلى جهة مراكش-آسفي، بإقليم قلعة السراغنة تبعد عن مراكش ب-74KM شرقا وعن دمنات ب-38 كم غرباً وعن مدينة قلعة السراغنة ب-28 كم جنوباً..
31°50′ شمالا 7°19′ جنوبا»

## المناخ
تميز الإقليم بمناخ متوسطي، حيث ترتفع درجات الحرارة خلال الصيف وتعتدل في فصل الشتاء. وتصل درجة الحرارة الدنيا إلى 4.90 درجة سيليوس. أما درجة الحرارة القصوى فتبلغ أكتر 50.72 درجة سيليسيوس. والتساقطات المطرية الدنيا حوالي 92.80 ميليمتر، والتساقطات المطرية القصوى تبلغ 469 ميليمتر. تجمع التربة بمنطقة قلعة السراغنة بين نقيضين، «الصلابة»، بمعنى الحدة والقساوة، و«الخصوبة» بمعنى السلاسة والليونة، وقد انصهرا معا ليجعلا من ربوعها، رغم طبيعة مناخها واكراهاته، الأرض المعطاء التي تدر على ساكنتها الفضل الشاسع، متى جادت عليها السماء بالغيث النافع، لتظل الخزان الطبيعي لجهة تانسيفت الحوز.

## الزراعة
وتشتهر بالزراعة خاصة الزيتون والحبوب وتربية المواشي
الزيتون يحتوي الإقليم على رصيد هام من أشجار الزيتون التي تغطي مساحة 56.000 هكتار أي ما يعادل 50 في المائة من المساحة المغروسة بمنطقة تانسيفت و10 في المائة على الصعيد الوطني ويقدر منتوجها ما بين 60.000 و150.000 طن سنويا حسب المواسم الفلاحية. بلغة الأرقام تتوفر المنطقة على 50 بالمائة من أغراس شجر الزيتون، أي ما يمثل 15 بالمائة من مجموع اغراس الزيتون على الصعيد الوطني، فضلا عن كونها تعرف وطنيا بإنتاج زيت الزيتون ذي الجودة الرفيعة. ويسجل التاريخ أن المنطقة عرفت فترات شح قاسية وسنوات عجاف على مر العصور، ومع كل ذلك، بقيت شجرة الزيتون التي عمرت بالمنطقة لمئات السنين، صامدة في وجه قساوة المناخ، وهي تغطي حاليا 50 ألف هكتار ممثلة 91 بالمائة من إجمالي مغروسات زيتون الجهة بإنتاج سنوي يصل إلى 150 ألف طن.

## السكان
تبلغ ساكنة العطاوية حوالي 20237 نسمة حسب إحصاء [2004] بالمقرانة بإحصاء سنة 1994 حيث كان عدد ساكنتها لا يزيد عن 11219نسمة.اما في سنة 2011 فيقدر عدد ساكنتها ب 29745 نسمة.

## التعليم
توجد ثانوية وإعداديتان وعدد من المدارس الابتدائية.
الثانوية التأهيلية الرحالي الفاروق.الثانوية الإعدادية الحسن الثاني.ثانوية ابن سينا وإعدادية الصهريج.ثانوية وإعدادية واركي.المدارس الابتدائية: الامام مالك ابن حزم وولاد إبراهيم والامام الغزلي.مجموعة مدارس الحويطة.مدرسة اولاد امبارك. كما أنه في السنوات الأخيرة انضيفت عدد من المدارس الابتدائية العمومية منها والخاصة كما انضافت أيضا إعداديات أخرى نضرا للاكتظاظ التي تشهده الإعداديات الأولى وخاصة مع نمو كثافتها السكانية...

## الرياضة
تعتبر كرة القدم الرياضة الشعبية. شأنها شأن جميع المدن المغربية. بالإضافة إلى رياضات مثل: التيكواندو والكرطي...
تتوفر مدينة العطاوية على فريقين لكرة القدم: النهضة والشروق يمارسان ببطولة الهواة. يمارسان في الملعب البلدي للمدينة وهو ملعب معشوشب بالعشب الطبيعي.كما تتوفر المدينة على مركز سوسيورياضي يتوفر على مرافق متعددة متل ملاعب متعددة الاختصاصات وقاعة للإعلاميات ومسبح

## المنابر الإعلامية
أول جريدة ورقية باقليم قلعة السراغنة وليدة مدينة العطاوية «أصداء تساوت» ومدير نشرها: الصحفي عمر نفيسي